# Blackball Records
Blackball Records is een onafhankelijk platenlabel uit San Francisco. Het is opgericht in 1989 door de drummer van de punkband Jawbreaker, Adam Pfahler. Het eerste album dat het label uitgaf was Live 4/30/96 in 1999.